# The Angry Black Girl and Her Monster
The Angry Black Girl and Her Monster ist ein Science-Fiction-Horror-Drama von Bomani J. Story. Der Film wird als eine Neuinterpretation der Geschichte über Frankenstein von Mary Shelley beschrieben. Ein Teenager, gespielt von Laya DeLeon Hayes, glaubt darin, dass der Tod nur eine Krankheit ist, die geheilt werden kann. Der Film feierte im März 2023 beim South by Southwest Film Festival seine Premiere und kam im Juni 2023 in die US-Kinos.

## Handlung
Nach dem brutalen Mord an ihrem Bruder begibt sich die 17-jährige Vicaria auf eine gefährliche Reise, um ihn wieder zum Leben zu erwecken. Als es ihr gelingt, seinen toten Körper wiederzubeleben, erschafft sie unwissentlich ein unaufhaltsames Monster, das auf Rache sinnt.

## Produktion

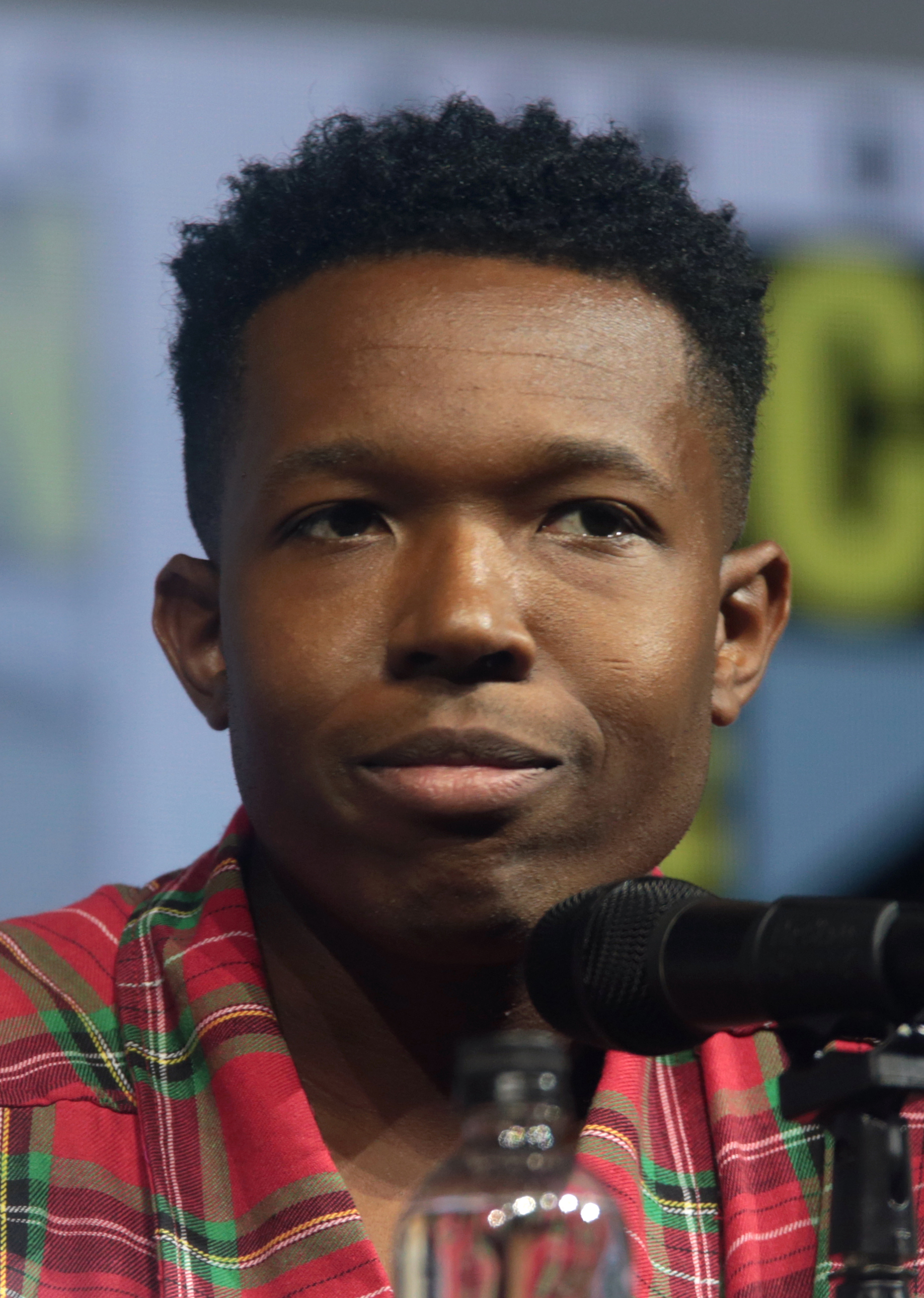
Denzel Whitaker spielt Kango

Regie führte Bomani J. Story, der auch das Drehbuch schrieb. Es handelt sich bei The Angry Black Girl and Her Monster um das Regiedebüt des US-Amerikaners.
Laya DeLeon Hayes, die in der Fernsehserie The Equalizer in einer Hauptrolle zu sehen war, spielt in der Titelrolle die 17-jährige Vicaria. Chad Coleman spielt ihren Vater Donald und Edem Atsu-Swanzy ihren erst kürzlich verstorbenen älteren Bruder Chris. Denzel Whitaker ist in der Rolle von Kango zu sehen, den Vicaria für dessen Tod verantwortlich macht. In weiteren Rollen sind Reilly Brooke Stith, Keith Sean Holliday und Amani Summer Boyles zu sehen.
Die Dreharbeiten fanden in North Carolina statt. Als Kamerafrau fungierte Daphne Quin Wu.
Die Filmmusik komponierte Nima Fakhrara, die zuvor für Filme wie The Pyramid – Grab des Grauens, Crypto – Angst ist die härteste Währung, Beyond White Space – Dunkle Gefahr, Trauma Center, Night of the Animated Dead oder The Signal tätig war.
Die Weltpremiere erfolgte am 11. März 2023 beim South by Southwest Film Festival. Die Rechte sicherte sich im Vorfeld RLJE Films. Ab Ende März 2023 wurde der Film bei The Overlook Film Festival gezeigt, Mitte April 2023 beim Florida Film Festival und Ende April 2023 beim Atlanta Film Festival. Am 9. Juni 2023 kam der Film in ausgewählte US-Kinos. Ebenfalls im Juni 2023 wurde er beim Bentonville Film Festival vorgestellt.

## Rezeption

### Altersfreigabe und Kritiken
In Deutschland wurde der Film von der FSK ab 16 Jahren freigegeben.
Von den bei Rotten Tomatoes aufgeführten Kritiken sind 86 Prozent positiv bei einer durchschnittlichen Bewertung mit 7 von 10 möglichen Punkten.

### Auszeichnungen
Atlanta Film Festival 2023
- Lobende Erwähnung im Narrative Feature Competition (Bomani J. Story)[12]

NAACP Image Awards 2024
- Nominierung als Bester Independentfilm
- Nominierung als Beste Nachwuchsdarstellerin (Laya DeLeon Hayes)[13]

South by Southwest Film Festival 2023
- Nominierung für den Adam Yauch Hörnblowér Award (Bomani J. Story)